# Bokkafé

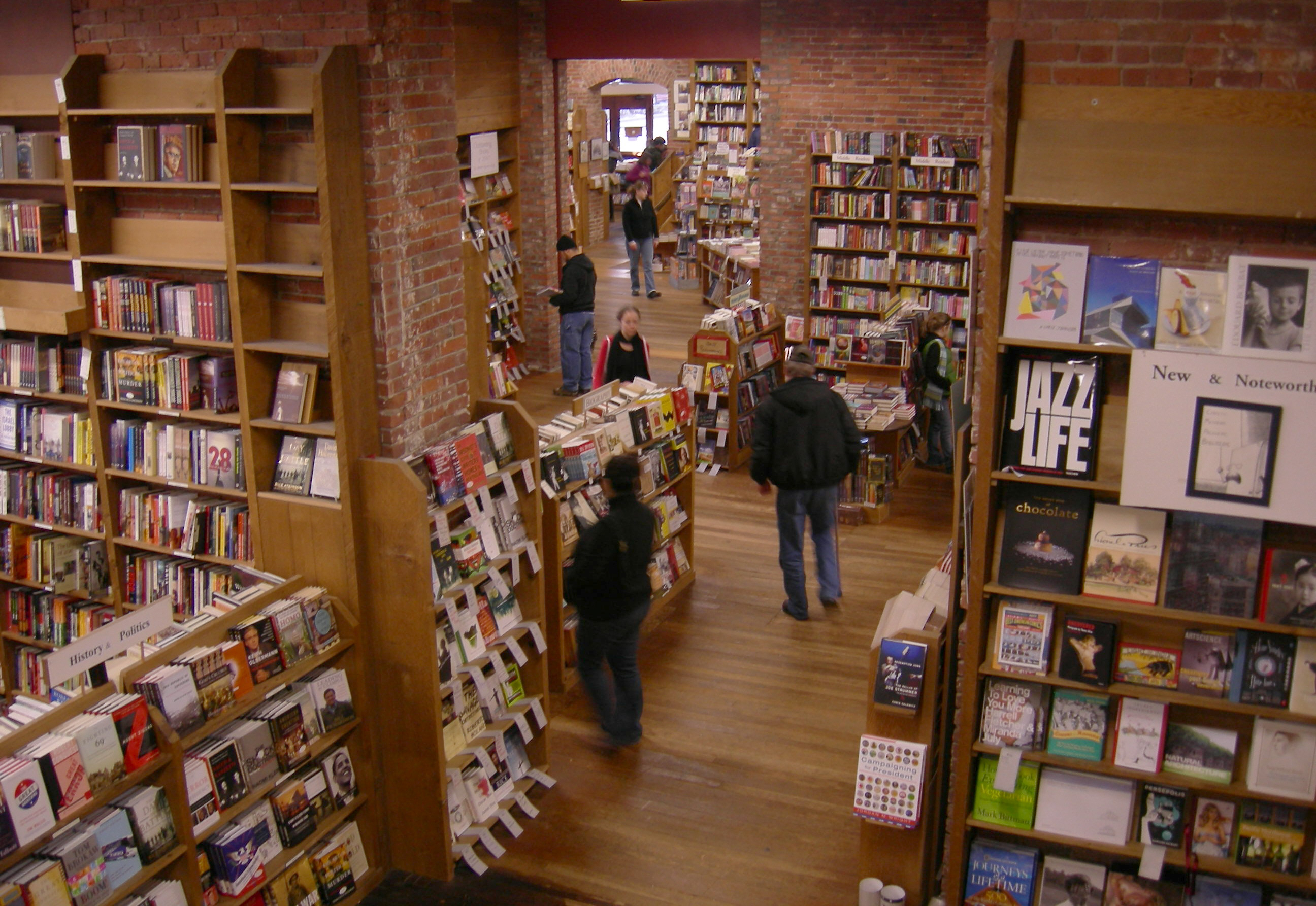
Elliott Bay Books (Seattle): bokavdelningen

Ett bokkafé är ett kafé som bedriver försäljning av böcker och samtidigt utgör en social och intellektuell miljö.

## Historik
I Paris hade Pierre Guillaume under senare delen av 1960-talet ett berömt sådant bokkafé, med betoning på bokhandel, som hette "La Vieille Taupe" (Den Gamla Mullvaden) och det fanns också liknande ställen i New York. I San Francisco finns sedan 1953 bokhandeln City Lights som spelade en viktig roll för the Beat Generations poeter med sina nattliga poesiuppläsningar.

### I Sverige
Kombinationen kaffe/böcker är och har varit populär i kulturella vänsterkretsar. Bland nutida svenska bokkaféer kan nämnas Kafé 44/Bokhandeln Info på Södermalm i Stockholm, Jönköpings Bokcafé Västerås Bokcafé, Bokcafé Projektil i Uppsala, Glassfabriken på Möllevången och Amalthea Bokcafé på Kristianstadsgatan i Malmö samt India Däck Bokcafé i Lund.

Det finns också kristna bokkaféer. Exempelvis har Proklama Bok-Café funnits i Stockholm sedan 1973.

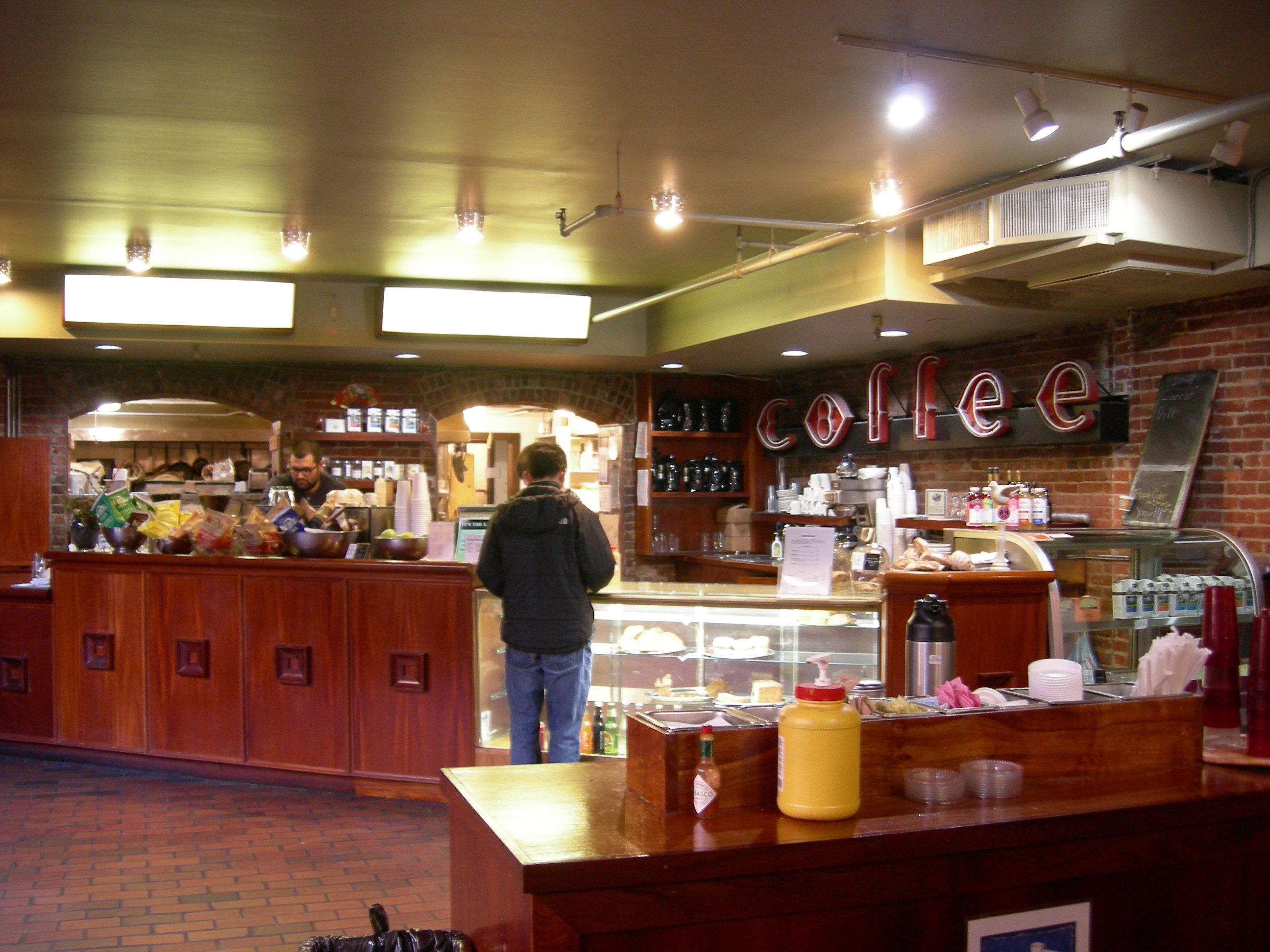
Elliott Bay Books (Seattle): kaféet.